# Eriovixia sakiedaorum
Eriovixia sakiedaorum là một loài nhện trong họ Araneidae.
Loài này thuộc chi Eriovixia. Eriovixia sakiedaorum được miêu tả năm 1999 bởi Tanikawa.